# Lauri Resik
Lauri Resik, né le 28 novembre 1969 à Tallinn, est un coureur cycliste estonien, actif durant les années 1980 et 1990.

## Biographie
En 1996, il participe à la course en ligne des Jeux olympiques, où il abandonne,.

## Palmarès
- 1990
  -  Champion de la RSS d'Estonie sur route
- 1991
  - Grand Prix de la ville de Pérenchies
  - Grand Prix de Monpazier
  - Créteil-Beaugency
  - 2e du Grand Prix de Cours-la-Ville
- 1992
  - Grand Prix de Miramont-de-Guyenne